# Michael Hoeppner
Michael Joseph Hoeppner, född 1 juni 1949 i Winona, Minnesota, är en amerikansk biskop. Han var biskop av Crookston från 2007 till 2021, då han tvingades att avgå.

## Biografi
Michael Hoeppner studerade vid Påvliga nordamerikanska kollegiet i Rom. Han prästvigdes av påve Paulus VI år 1980. 
I september 2007 utnämndes Hoeppner till biskop av Crookston och vigdes den 30 november samma år av ärkebiskop Harry Joseph Flynn. 

## Avgång
I maj 2017 stämdes Hoeppner för olaga tvång. Enligt åtalet ska han ha tvingat en diakonkandidat att tiga om att ha blivit utsatt för sexuella övergrepp av en präst på 1970-talet. I september samma år förlikades parterna och Hoeppner publicerade den försäkran vilken kandidaten tvingats skriva under. Dokumentet anses ha bevisat Hoeppners olaga tvång.
I september 2019 meddelade Ärkestiftet Saint Paul and Minneapolis att man skulle inleda en undersökning av Hoeppners agerande i det aktuella fallet. Undersökningen var den första i sitt slag i enlighet med påve Franciskus Vos estis lux mundi, en motu proprio av den 9 maj 2019 om förhindrandet av sexuella övergrepp inom romersk-katolska kyrkan och att biskopar och andra överhetspersoner ska kunna ställas till svars för bland annat mörkläggning av sexuella övergrepp.
Undersökningen visade att Hoeppner bland annat hade underlåtit att rapportera sexuella övergrepp och undanhållit information om dessa. Påve Franciskus begärde då Hoeppners avgång, som meddelades den 13 april 2021.